# Episodi di Girlfriends (serie televisiva 2000) (terza stagione)
La terza stagione della serie televisiva Girlfriends è stata trasmessa in anteprima negli Stati Uniti d'America dalla UPN tra il 23 settembre 2002 e il 19 maggio 2003.
| nº    | Titolo originale                          | Titolo italiano | Prima TV USA      | Prima TV Italia |
| ----- | ----------------------------------------- | --------------- | ----------------- | --------------- |
| 1     | Coming to Terms                           |                 | 23 settembre 2002 |                 |
| 2     | Getting Our Act Together                  |                 | 30 settembre 2002 |                 |
| 3     | Secrets & Eyes                            |                 | 7 ottobre 2002    |                 |
| 4     | Star Craving Mad                          |                 | 14 ottobre 2002   |                 |
| 5     | Don't Leave Me a Loan                     |                 | 21 ottobre 2002   |                 |
| 6     | Invasion of the Golddigger                |                 | 28 ottobre 2002   |                 |
| 7     | Blinded by the Lights                     |                 | 4 novembre 2002   |                 |
| 8     | Handling Baggage                          |                 | 11 novembre 2002  |                 |
| 9     | The Mommy Returns                         |                 | 18 novembre 2002  |                 |
| 10    | A Little Romance                          |                 | 25 novembre 2002  |                 |
| 11    | Santa v. Monica                           |                 | 16 dicembre 2002  |                 |
| 12    | Take This Poem and Call Me in the Morning |                 | 6 gennaio 2003    |                 |
| 13    | Howdy Partner                             |                 | 7 gennaio 2003    |                 |
| 14    | Single Mama, Drama                        |                 | 3 febbraio 2003   |                 |
| 15    | Happy Valentine's Day... Baby?            |                 | 10 febbraio 2003  |                 |
| 16    | Sex, Lies, and Books                      |                 | 17 febbraio 2003  |                 |
| 17    | A Stiff Good Man Is Easy to Find          |                 | 24 febbraio 2003  |                 |
| 18    | Runaway Bridesmaid                        |                 | 24 febbraio 2003  |                 |
| 19    | The Pact                                  |                 | 17 marzo 2003     |                 |
| 20    | Where Everyone Knows My Name              |                 | 21 aprile 2003    |                 |
| 21    | Too Much Sharin'                          |                 | 28 aprile 2003    |                 |
| 22    | Blood Is Thicker Than Liquor              |                 | 5 maggio 2003     |                 |
| 23    | The Fast Track & the Furious              |                 | 12 maggio 2003    |                 |
| 24-25 | The Wedding                               |                 | 19 maggio 2003    |                 |